# Fiołek dacki
Fiołek dacki (Viola dacica Borbás) – gatunek rośliny wieloletniej należący do rodziny fiołkowatych. Występuje w środkowej, wschodniej i południowo-wschodniej Europie. Podawany jest z takich państw jak Polska, Czechy, Słowacja, Węgry, Ukraina, Rumunia, Bułgaria, Serbia, Chorwacja i Albania. W Polsce roślina rzadka. Występuje jedynie na połoninach Bieszczadów. W Bułgarii występuje w górach Riła, Piryn, Witosza, Sławjanka, zachodniej i środkowej części Starej Płaniny oraz w Rodopach. 

## Morfologia
PokrójBylina dorastająca do 40 cm wysokości. Roślina tworzy kłącza. Łodyga naga lub delikatnie owłosiona, gęsto ulistniona, wznoszące się lub płożąca.
LiścieBlaszka liściowa ma jajowaty lub podługowato jajowaty kształt. Mierzy 4–5 cm długości, jest karbowana na brzegu, ma zbiegającą po ogonku nasadę i ostry wierzchołek. Ogonek liściowy jest nagi. Przylistki są dłoniasto-wcięte, łatka szczytowa jest większa od bocznych.
KwiatyPojedyncze, wyrastające z kątów pędów. Mają działki kielicha o lancetowatym kształcie i dorastające do 3–5 mm długości. Płatki są odwrotnie jajowate, mają purpurową barwę oraz 5–8 mm długości, dolny płatek  jest fioletowy, jaśniejszy od pozostałych płatków, czasami nawet żółty, posiada obłą ostrogę o długości 5 mm.
OwoceTorebki mierzące 6-8 mm długości, o podługowatym kształcie.

## Biologia i ekologia
Rośnie na łąkach i terenach skalistych. W Bułgarii występuje na wysokości od 1300 do 2800 m n.p.m. Kwitnie od czerwca do sierpnia. 